# Monica Sweetheart
Monica Sweetheart (* 23. června 1981, Beroun) je česká pornoherečka, která vystupovala ve více než 260 pornofilmech. Kariéru pornoherečky zahájila krátce po svých osmnáctých narozeninách. Začínala natáčet v Praze, krátce na to v celé Evropě, později i USA. V současnosti[kdy?] pracuje převážně v Los Angeles. Ve velkém množství filmů praktikuje anální sex.
Jako její pravé jméno je podle mnohých zdrojů udáváno Monika Listopadová, avšak Internet Movie Database udává Monika Rakoczyova.